# Amikiri

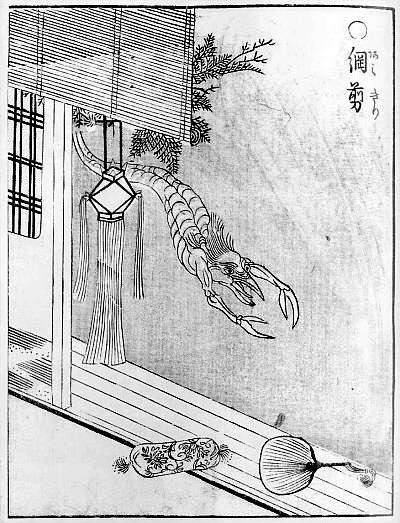
Illustration damikiri par Toriyama Sekien.

Amikiri (網切り, litt. « coupeur de filet ») est une créature de la mythologie japonaise. Il est dit que l’amikiri ressemble à un croisement entre un oiseau, un homard et un serpent. L’amikiri est avant tout un habitant de la mer, cependant il peut « nager » dans les airs. Cette créature a la mauvaise habitude de couper les filets (à la fois les filets des pêcheurs et les moustiquaires).